# Frédéric Chopin
Frédéric François Chopin, também chamado Fryderyk Franciszek Chopin (Żelazowa Wola, 22 de fevereiro ou 1 de março de 1810, batizado em 23 de abril de 1810 – Paris, 17 de outubro de 1849), foi um pianista polonês radicado na França e compositor para piano da era romântica. É amplamente conhecido como um dos maiores compositores para piano e um dos pianistas mais importantes da história. Sua técnica refinada e sua elaboração harmônica vêm sendo comparadas historicamente com as de outros grandes compositores, como Mozart e Beethoven, assim como sua duradoura influência na música até os dias de hoje.
Fryderyk Franciszek Chopin ou Szopen (nome em polaco), em francês Frédéric François Chopin (AFI: /ʃɔpɛ̃/) nasceu na aldeia de Żelazowa Wola, Ducado de Varsóvia, filho de mãe polaca e pai francês-expatriado; seu pai era professor de francês. Sua certidão de nascimento diz que a data do nascimento foi 22 de fevereiro, mas Chopin e sua família diziam 1 de março, além de ter sido batizado em 23 de abril de 1810, deixando a data correta uma incógnita. Aclamado em sua terra natal como uma criança prodígio, aos vinte anos Chopin deixou a Polónia para sempre. Em Paris, fez carreira como intérprete, professor e compositor, e adotou a versão francesa dada a seus nomes, Frédéric-François.[carece de fontes?] De 1837 a 1847 teve uma relação turbulenta com a escritora francesa George Sand (pseudónimo de Amandine Aurore Lucile Dupin). Sempre com a saúde frágil, morreu em Paris aos 39 anos, vítima de tuberculose.
Toda a obra existente de Chopin inclui o piano, predominantemente como um instrumento solo e suas composições são amplamente consideradas como repertório essencial para este instrumento. Na maioria das vezes sua música é tecnicamente exigente, mas seu estilo, no geral, enfatiza mais a dança e a profundidade expressiva do que o virtuosismo técnico.
A sua obra mais famosa foi uma das nocturnes, muito bonitas com o tipo romântico.
Ele inovou com novas formas musicais, como a balada, e introduziu significativas inovações nas formas existentes, como a  sonata para piano, a valsa, o noturno, o estudo, o improviso e o prelúdio. Alguns citam suas obras como "os principais pilares" do romantismo na música erudita do século XIX. Além disso, Chopin mostrou-se nacionalista mesclando sua música com elementos eslavos; hoje suas mazurcas e polonesas são fundamentais para a música clássica nacional polonesa.

## Biografia

### Nascimento
De acordo com a família do compositor, Chopin nasceu em 1 de março de 1810. Não há certidão de nascimento conhecida. Foi batizado no dia 23 de abril do mesmo ano, na paróquia de Brochów, perto de Sochaczew, cerca de oito semanas após o seu nascimento, embora o seu certificado de batismo liste a sua data de nascimento como sendo em 22 de fevereiro de 1810, o que provavelmente foi um erro por parte do padre. Seus pais tiveram outros três filhos: Ludwika (em francês: "Louise", 1807-1855), Izabella (1811-1881) e Emilia (1812-1827). Frédéric foi seu segundo filho, e o único homem.

### Infância

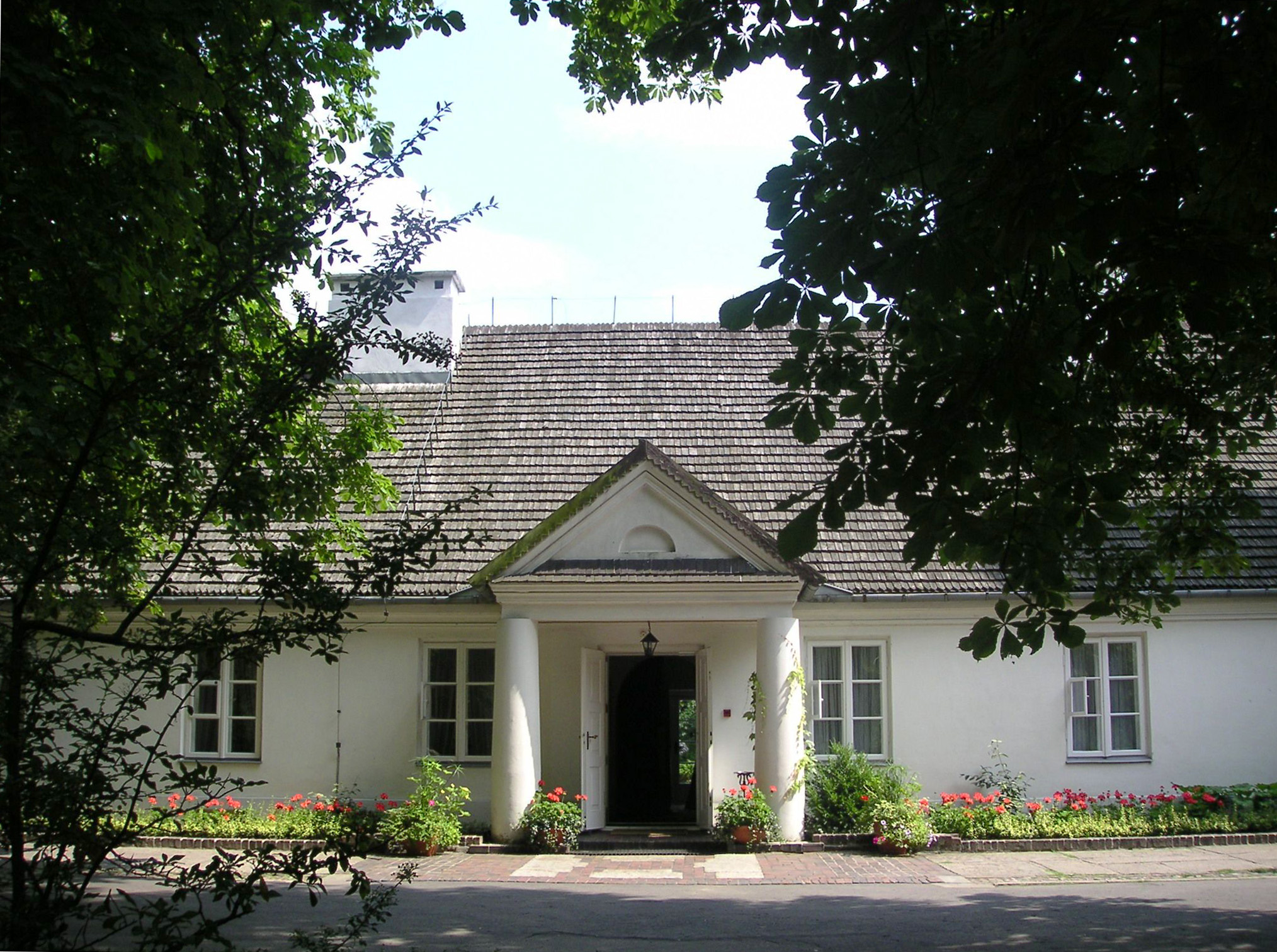
Casa em que nasceu Chopin em Żelazowa Wola, onde hoje é um local no qual se realizam recitais de piano.

Chopin nasceu em Żelazowa Wola, uma aldeia próxima a Sochaczew, na região de Mazóvia, que faz parte do Ducado de Varsóvia. Era filho de Mikołaj (Nicolas) Chopin (1771-1844), um francês de ascendência poloca distante, proveniente de Lorena, que adotou a Polónia como sua terra natal após imigrar em 1787. Nicolas casou-se com a pianista Tekla Justyna Krzyżanowska (1782-1868), uma mulher de família aristocrata, porém empobrecida.
Em Outubro de 1810, quando Frédéric tinha sete meses de idade, sua família mudou-se para Varsóvia, onde seu pai assumiu a posição de professor de língua e literatura francesa, em uma escola situada no Palácio Saxão. Sua família morou nas imediações do palácio.

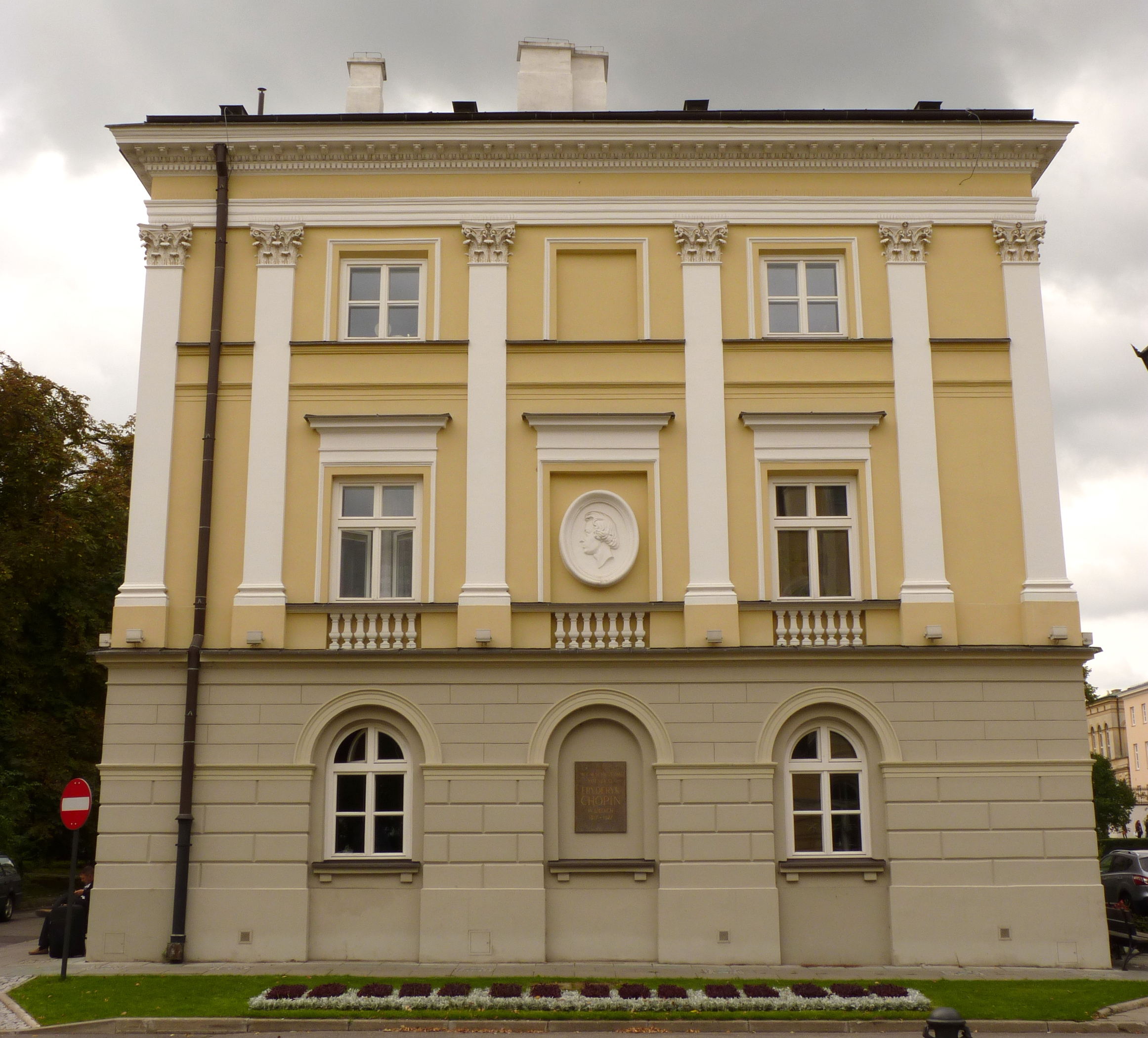
Entre 1817 a 1827, a família de Chopin morou nesta construção da Universidade de Varsóvia, agora decorada com o perfil de Fryderyk (ao centro), ao lado do Palácio Kazimierz.

Em 1817, seu pai tornou-se professor de francês no Liceu de Varsóvia, situado no Palácio Kazimierz, da Universidade de Varsóvia. Sua família viveu em um espaçoso apartamento no segundo piso de uma construção vizinha. Entre 1823 e 1826 o próprio Fryderyk frequentou o Liceu de Varsóvia.
A família — incluindo seu pai, professor de francês — falava polaco em casa. Chopin cresceu culturalmente no polaco e nunca atingiu igual domínio da língua francesa. Foi em Varsóvia que, no final de sua vida, ele literalmente deixou seu coração.
Era uma criança "aluada, pálida e sentimental", dotada de um instinto musical quase tão agudo quanto o de Mozart, e uma habilidade para arremedar os outros, o que lhe teria assegurado um cargo de ator, e uma predisposição para perturbações pulmonares, indício de uma morte prematura.
Durante seus anos de escola, há rumores de que Chopin foi um talentoso retratista e mordaz escritor de cartas. Um professor ficou alegremente surpreso em saber que Chopin desenhou um magnífico retrato seu durante a aula. Durante suas férias no interior, em que se familiarizou com a música folclórica — as quais ele, mais tarde, refinaria em suas composições musicais — Chopin escreveu cartas para casa parodiando o jornal de Varsóvia.
Em 1827, sua família mudou-se para os aposentos do Palácio Krasiński, hoje a Academia de Belas Artes (Akademia Sztuk Pięknych w Warszawie), na rua Krakowskie Przedmieście, número 5. Chopin morou ali até deixar Varsóvia, em 1830.
Assim, a partir dos sete meses de idade até sua partida de Varsóvia e da Polónia, com vinte anos, Chopin sempre viveu com sua família ou em um palácio ou em seus arredores.

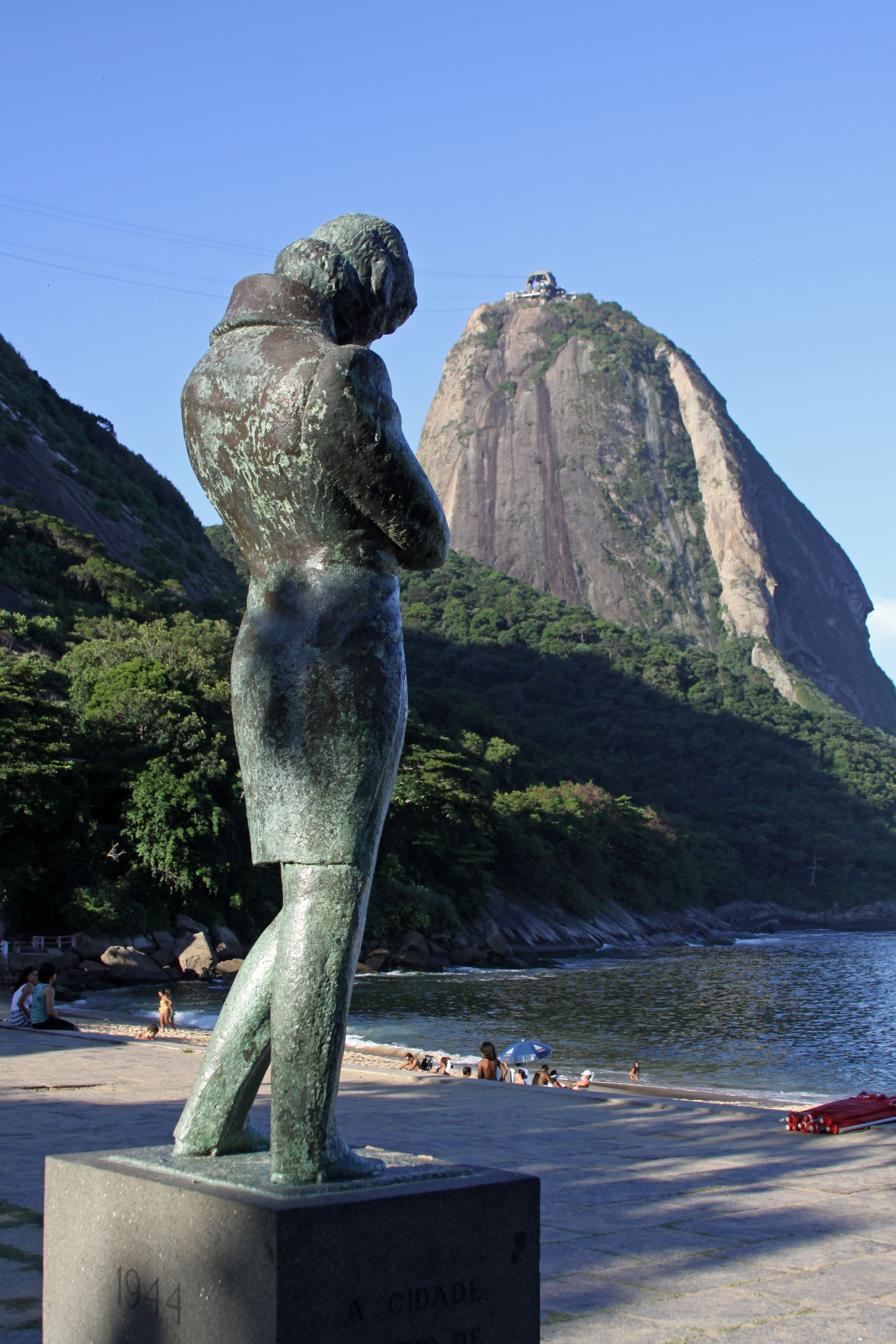
Estátua de Chopin no Rio de Janeiro, Brasil.

O jovem Chopin recebeu suas primeiras aulas de piano de sua irmã mais velha, Ludwika, e foi posteriormente ensinado por sua mãe. Seu talento musical logo apareceu, ganhando em Varsóvia a reputação de "segundo Mozart". Aos sete anos ele já era autor de duas polonesas (sol menor e si bemol maior); a primeira foi publicada no ateliê de gravuras do Padre Cybulski, diretor de uma escola de organistas e um dos poucos editores musicais da Polônia.
O prodígio foi destacado nos jornais de Varsóvia, e o "pequeno Chopin" tornou-se uma atração nos salões da aristocracia da capital. Ele também começou a dar concertos públicos para a caridade. Diz-se que uma vez lhe foi perguntado sobre o que pensava que a plateia mais gostava nele; o garoto de sete anos de idade replicou: "a gola da minha camisa". Ele apareceu pela primeira vez em público como pianista aos oito anos de idade.
| “                                                                                  | Não é costume incluir os compositores de música no número dos escritores (embora eles sejam também autores). Todavia, não podemos passar em silêncio as seguintes composições, gravadas e postas em circulação por mãos amigas: Polca para pianoforte, dedicada a Sua Excelência, a Condessa Luisa Skarbekowa, por Frederico Chopin. O compositor desta dança, que apenas conta 8 anos, é verdadeiramente um gênio, do ponto de vista musical. É filho de Nicolas Chopin, professor de francês e de literatura do Liceu de Varsóvia. Não só executa ao piano, com uma facilidade e um gosto notáveis, os trechos mais difíceis como já compôs diversas danças e variações que enchem de espanto conhecedores e críticos, sobretudo se se considerar a pouca idade do autor. Se tivesse nascido na Alemanha ou na França já se teria celebrizado por todos os países do mundo. Possa este artigo lembrar ao autor que o nosso país, também, é suscetível de produzir os seus gênios. Bastaria, muitas vezes, apontá-lo à atenção do público para os tornar conhecidos". | ” |
| — Revista de Varsóvia, janeiro de 1818. Lista das obras polacas publicada em 1817. | |   |

Chopin recebeu suas primeiras aulas de piano profissionais, entre 1816 a 1822, por Wojciech Żywny. Mais tarde Chopin falou muito bem de Żywny, embora as habilidades do rapaz logo ultrapassariam as de seu professor. O desenvolvimento posterior do talento de Chopin foi supervisionado por Wilhelm Würfel. Esse renomado pianista, um professor do Conservatório de Varsóvia, deu a Chopin lições irregulares, embora valiosas, de como tocar órgão, e, possivelmente, também piano.
No outono de 1826, Chopin começou a estudar teoria musical, baixo cifrado e composição musical com o compositor Józef Elsner, do Conservatório de Varsóvia, que era afiliada à Universidade de Varsóvia (por isso Chopin é contado entre os ex-alunos notáveis da universidade). O contato de Chopin com Elsner pode datar do início de 1822 e é certo que Elsner foi dando orientação informal a Chopin, em 1823. Chopin completou três anos de curso, no conservatório, em 1829.
Em setembro de 1828, Chopin visitou Berlim com o zoólogo Feliks Jarocki - um amigo da família - onde assistiu à óperas dirigidas por Gaspare Spontini e a concertos de Carl Friedrich Zelter, Felix Mendelssohn e outras celebridades.

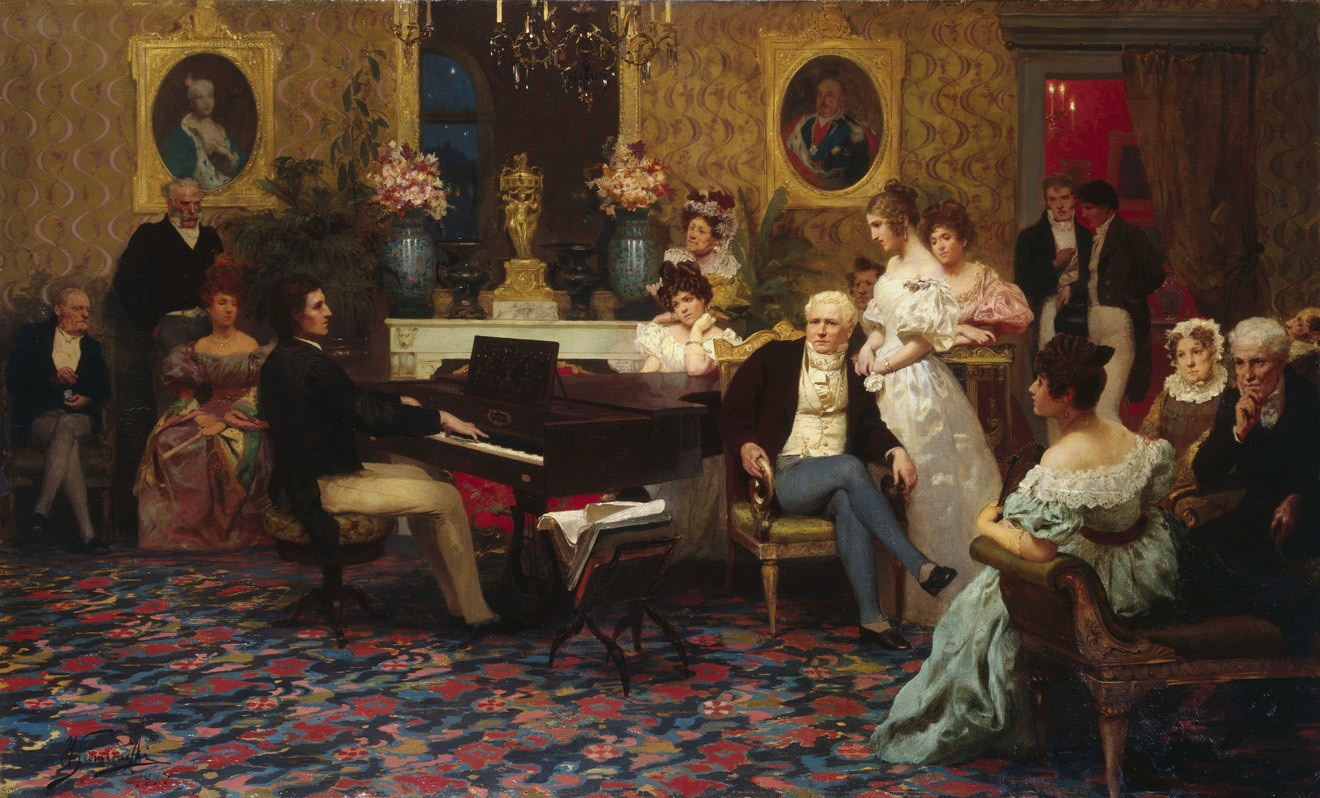
Chopin toca para os Radziwiłł, por Henryk Siemiradzk, 1887.

Em uma viagem de retorno a Berlim, em 1829, foi um convidado do governador do Grão-Ducado de Posen, o Príncipe Antoni Radziwiłł, que também era um talentoso compositor e um aspirante a violoncelista. Para o príncipe e sua filha pianista Wanda, Chopin compôs sua Introdução e Polonesa Brilhante em dó maior para violoncelo e piano, Op. 3.
Naquele ano, em Varsóvia, Chopin ouviu Niccolò Paganini tocar e conheceu também o compositor e pianista alemão Johann Nepomuk Hummel. Também em 1829, Chopin conheceu seu primeiro amor, uma estudante de canto chamada Konstancja Gładkowska.
Em agosto de 1829, três semanas depois de sair do Conservatório de Varsóvia, Chopin fez uma brilhante estreia, em Viena. Ele fez duas apresentações de piano e recebeu muitas opiniões e comentários favoráveis, juntamente com outros que criticaram o baixo tom que ele produziu com o piano.
Em dezembro de 1829, no Merchant's Club de Varsóvia, ele realizou a première do seu Concerto para piano em fá menor. Em 17 de março de 1830, no Teatro Nacional de Varsóvia, ele fez a primeira apresentação de seu outro concerto para piano, em mi menor. 
Em 2 de novembro de 1830, Chopin deixou Varsóvia para dar concertos na Europa Ocidental. Ele nunca retornou à Polônia. Ao fim do mês, eclodiu o Levante de Novembro e seu companheiro de viagem, Titus Woyciechowski, voltou para casa para participar. Chopin permaneceu em Viena, em certa ansiedade pelos seus entes queridos. Então, visitou Munique e Estugarda (Stuttgart) (onde ele teve conhecimento da ocupação da Polônia pelo exército do Império Russo) e, em setembro de 1831, chegou a Paris, apesar de seu destino original ter sido a Itália. Ele já tinha produzido um portfólio de importantes composições, incluindo seus dois concertos para piano e alguns de seus estudos Op. 10.

### 1830–1849: Estadia em Paris

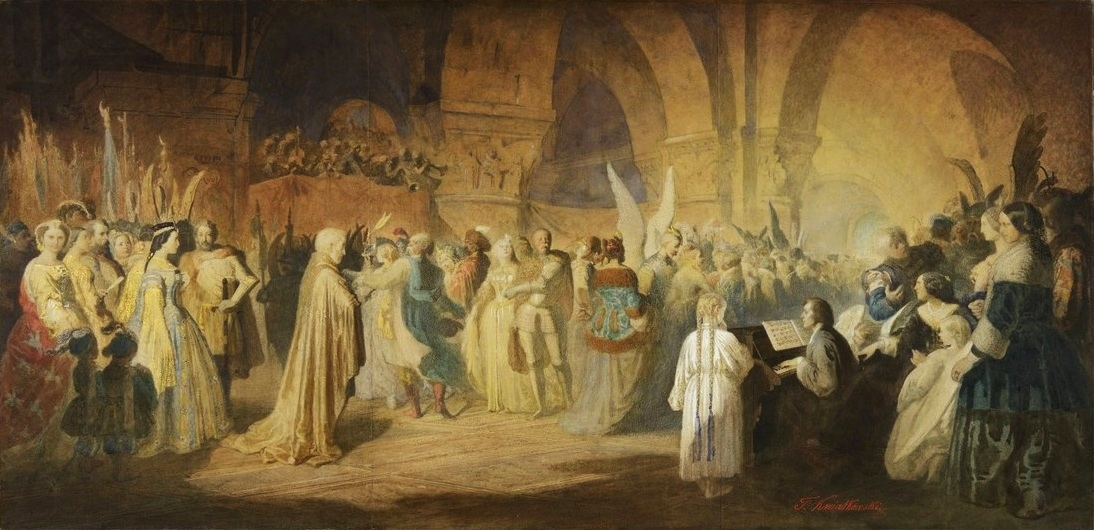
Chopin tocando sua Polonesa no Hotel Lambert. Pintura em aquarela e guache de Teofil Kwiatkowski, feita entre 1849 e 1860.

Em Paris, Chopin foi saudado pelos eminentes exilados poloneses, incluindo o Príncipe Adam Jerzy Czartoryski, que morava no Hotel Lambert, e por artistas destacados como Heinrich Heine, Alfred de Vigny e Eugène Delacroix.
Ele foi apresentado a alguns dos principais pianistas da época, incluindo Friedrich Kalkbrenner, Ferdinand Hiller e Franz Liszt, e formou amizades pessoais com os compositores Hector Berlioz, Felix Mendelssohn, Charles-Valentin Alkan e Vincenzo Bellini (ao lado de quem ele está enterrado no cemitério Père Lachaise).
A música de Chopin já era admirada por muitos de seus compositores contemporâneos, incluindo Robert Schumann que, em sua revisão da Variações na "La ci darem la mano" (da ópera de Mozart Don Giovanni), Op. 2, escreveu: "Chapéus ao alto, cavalheiros! Um gênio."
Durante seus anos em Paris, Chopin participou de vários concertos. As programações fornecem uma ideia da riqueza da vida artística parisiense durante esse período, como o concerto de 23 de março de 1833, em que Chopin, Liszt e Hiller tocaram trechos solo em uma execução a 3 pianos de um concerto de  Vivaldi, arranjado por Bach para três cravos, e o concerto de 3 de março de 1838, quando Chopin, Alkan, seu professor, Pierre Joseph Zimmerman, e o aluno de Chopin, Adolphe Gutman, tocaram o arranjo a oito mãos de Alkan para a Sinfonia nº 7 de Beethoven. Ele também participou na composição do Hexameron (1837) — a sexta (e última) variação do tema de Bellini é de Chopin.
Um ilustre pianista amador inglês descreveu sua impressão de Chopin no salão:
| “         | Imagine um homem de grandíssimo refinamento no modo de ser e de se portar, sentado ao piano e tocando sem qualquer movimento do corpo e raramente algum movimento dos braços, dependendo inteiramente de suas cuidadosas mãos femininas e seus dedos finos. Os amplos arpejos de sua mão esquerda, mantidos em um fluxo contínuo de tom por um legato preciso e fino e o constante uso do pedal de sustentação, formavam uma subestrutura harmoniosa, de uma maravilhosa cantabile poética. Sua delicada dinâmica musical, as modificações constantes na troca de tom e tempo (tempo rubato) são de efeito indescritível. Mesmo nas passagens mais enérgicas ele praticamente nunca ultrapassou um mero mezzo-forte. | ” |
| — anônimo | |   |

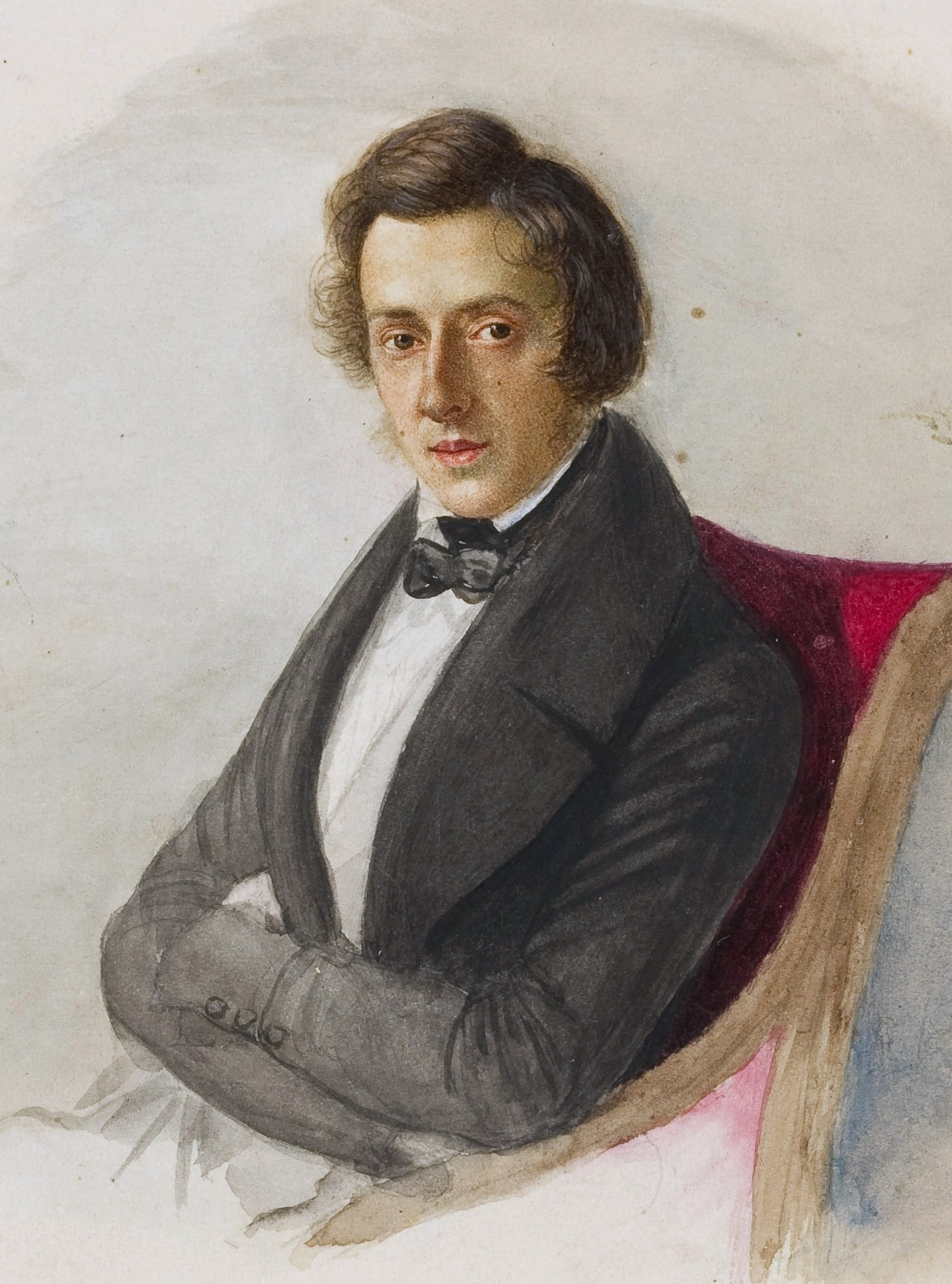
Aquarela de Frédéric Chopin, por Maria Wodzińska, 1835.

No mesmo ano de 1833, Chopin publicou cinco Mazurcas, o Trio para piano, violino e violoncelo, três Noturnos, os doze grandes estudos dedicados a Liszt e o Concerto em Mi menor. Em 1834, publicou a grande Fantasia sobre árias polacas, o Krakowiak para o piano e orquestras, três outros Noturnos e o Rondó em Mi bemol maior. Em Paris, Chopin fez várias visitas e passeios. Neste mesmo ano, com Hiller, visitou um Festival Musical Rhenish em Aachen, organizado por Ferdinand Ries. Lá, Chopin e Hiller se encontraram com Mendelssohn, e os três passaram a visitar Düsseldorf, Koblenz e Colônia, usufruindo da companhia uns dos outros e tocando e aprendendo música juntos.
Em 1835, Chopin organizou um encontro de sua família em Karlsbad. Lá ele conheceu o Conde Franz von Thun-Hohenstein, a cujas filhas Chopin havia dado aulas em Paris. O conde convidou Chopin e seus pais para ficarem em seu castelo familiar no Elba, Děčín. Depois os pais de Chopin voltaram a Varsóvia; ele nunca os veria novamente. No caminho de volta para Paris, ele reencontrou alguns conhecidos de Varsóvia: os Wodzińskis. Chopin havia conhecido a filha deles, Maria Wodzińska, cinco anos antes, em 1830, quando ela tinha onze anos. Na mesma viagem, passou por Dresden, onde permaneceu algumas semanas, e, depois, por Leipzig, onde se encontrou com Mendelssohn, Schumann e Clara Wieck. Na viagem de volta, ele teve um ataque brônquico tão grave que alguns jornais poloneses informaram que ele havia morrido.
Em 1836, Chopin tornou-se noivo da jovem polaca de 17 anos Maria Wodzińska, cuja mãe insistiu para que o compromisso fosse mantido em segredo. No ano seguinte, o noivado foi cancelado pela família da noiva.

#### Vida com George Sand

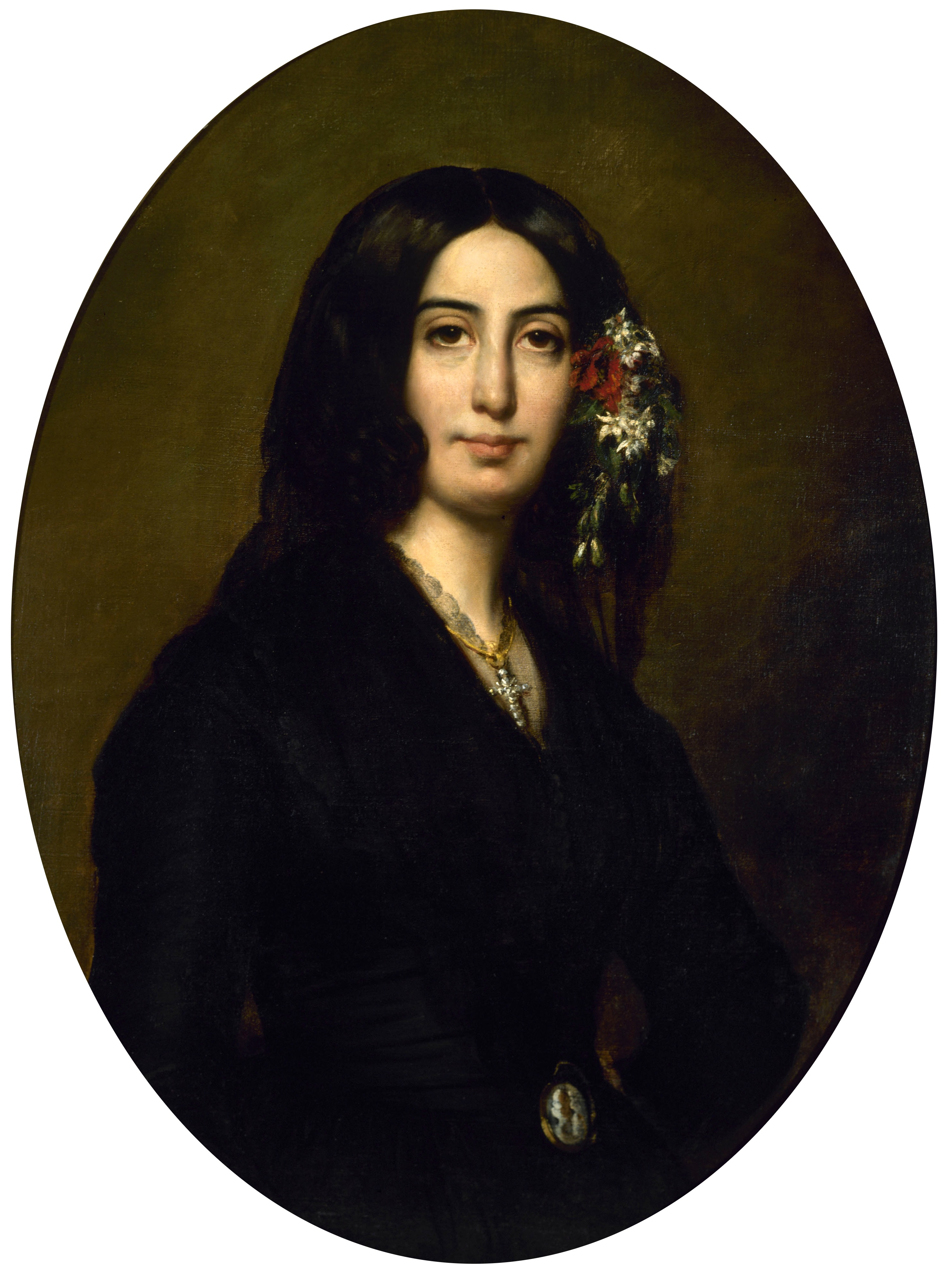
George Sand, por Auguste Charpentier, 1835.

Em 1836, em uma festa organizada pela condessa Marie de Agoult, amante do compositor Franz Liszt, Chopin conheceu Amandine-Aurore-Lucile Dupin, baronesa Dudevant, mais conhecida por seu pseudônimo, George Sand. Ela foi uma escritora romântica francesa, conhecida por seus inúmeros casos amorosos com Prosper Mérimée, Alfred de Musset (1833-1834), seu secretário Alexandre Manceau (1849–1865) e outros, possivelmente incluindo a atriz Marie Dorval.
Chopin inicialmente não encontrou atrativos nela. "Algo nela me repele", disse ele à sua família. Sand, entretanto, em uma carta datada de junho de 1837 a seu amigo o conde Wojciech Grzymała, discutiu sobre o que fazer para libertar Chopin de sua namorada Maria Wodzińska ou para abandonar outro caso, a fim de começar um relacionamento com ele.  Sand tinha grandes sentimentos por Chopin e persuadiu-o até começar um relacionamento com ela. Sand e Chopin tornaram-se amantes no final de junho de 1838.

Um notável episódio, no período em que estiveram juntos, foi um turbulento inverno em Maiorca (1838-1839), onde tiveram problemas para encontrar acomodação e acabaram alojando-se no belo mas frio mosteiro de Valldemossa. Chopin também teve problemas com seu piano enviado por Ignaz Pleyel. Ele chegou de Paris depois de um grande atraso e foi retido pela alfândega espanhola, o que resultou em um grande imposto de importação. Ele só pôde usá-lo por pouco mais de três semanas; no resto do tempo teve que compor em um piano alugado para completar seus prelúdios (Op. 28).

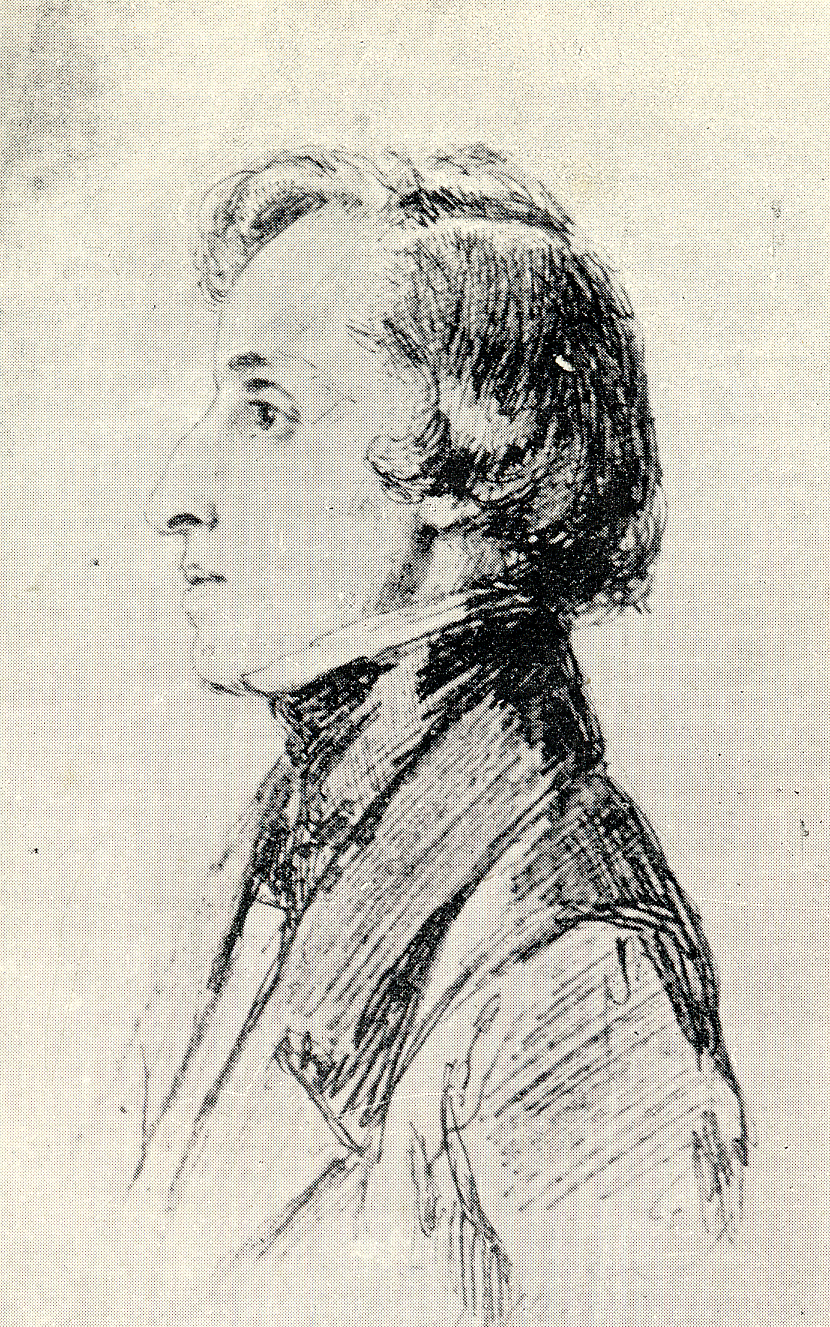
Chopin, de Franz Xaver Winterhalter, 1847.

Durante o inverno, o mau tempo teve um sério efeito sobre a saúde de Chopin e sua doença pulmonar crônica tanto que, para salvar sua vida, ele, George Sand e os dois filhos dela, foram obrigados a retornar à Espanha continental, chegando a Barcelona, e depois a Marselha, onde permaneceram alguns meses, até ele recuperar-se. Embora sua saúde tenha melhorado, Chopin nunca se recuperou totalmente desse ataque. Queixou-se da incompetência dos médicos em Mallorca: "o primeiro disse que eu iria morrer; o segundo, que eu tinha um último suspiro; e o terceiro, que eu já estava morto".
Chopin passou o verão de 1839 até 1843 na propriedade de Sand, em Nohant. Esses foram tranquilos mas produtivos dias, durante os quais Chopin compôs muitos trabalhos. Entre eles está a Polonesa em lá bemol maior, Op. 53 "Heróica", uma de suas mais famosas peças. Entre os visitantes do casal, em Nohant, estavam Delacroix e a mezzo-soprano Pauline Viardot, a quem Chopin havia instruído sobre a técnica e a composição do piano. Na volta a Paris, em 1839, ele conheceu o pianista e compositor Ignaz Moscheles.
Em 1845, com uma maior deterioração da saúde de Chopin, um grave problema surgiu em sua relação com George Sand, a qual azedou em 1846 por problemas envolvendo a filha de Sand, Solange, e o jovem escultor Jean Baptiste Auguste Clesinger. Este foi o ano em que Sand publicou Lucrezia Floriani, cujos principais personagens (uma rica atriz e um príncipe de saúde frágil) podem ser interpretados como sendo Sand e Chopin. Em 1847, os problemas familiares finalmente puseram fim às relações entre Sand e Chopin que duraram 10 anos, desde 1837.

### Morte
Em 1848, Chopin deu seu último concerto em Paris, além de visitar a Inglaterra e a Escócia com sua aluna e admiradora Jane Stirling. Eles chegaram a Londres em novembro e conseguiu dar alguns concertos e apresentações de salão.
Ele voltou a Paris, onde, em 1849, tornou-se incapaz de ensinar e se apresentar.
Sua irmã, Ludwika, que tinha dado a ele as primeiras lições de piano, cuidou dele em seu apartamento na Praça Vendôme, nº 12. Nas primeiras horas de 17 de outubro, Chopin morreu.

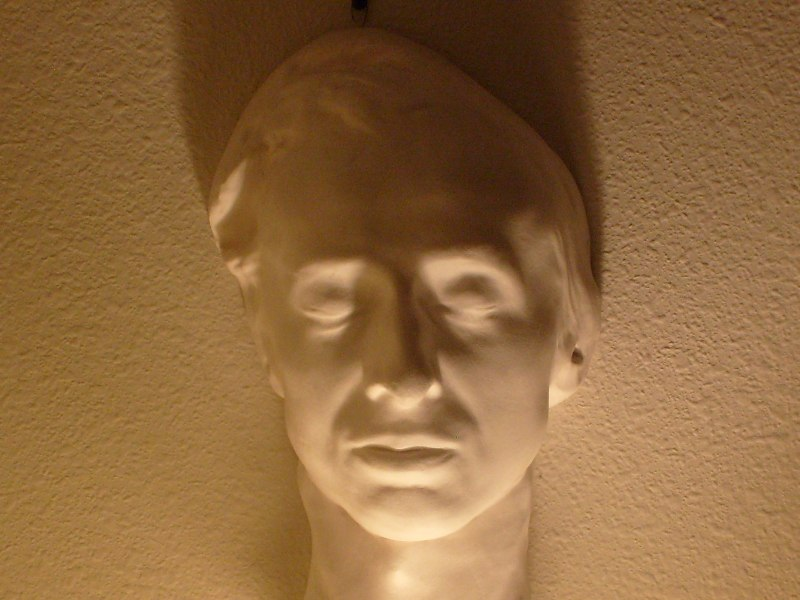
Máscara mortuária por Auguste Clésinger.

Chopin morreu rodeado de amigos e, como gostava muito de flores, logo depois da morte recebeu tal quantidade, que parecia repousar num jardim. Como era costume na época, foi feita uma máscara mortuária e um molde da mão esquerda pelo escultor e pintor francês Jean-Baptiste Auguste Clésinger. A máscara foi rejeitada pela família, pois demonstrava claramente a expressão de sofrimento (Chopin morreu sufocado), mas o escultor remodelou a peça, dando, assim, uma aparência mais tranquila.
Antes do funeral de Chopin, de acordo com seu desejo ao morrer, seu coração foi retirado devido a seu medo de ser enterrado vivo. Ele foi posto por sua irmã em uma urna de cristal selada, com Cognac, destinada a Varsóvia. O coração permanece até hoje lacrado dentro de um pilar da Igreja da Santa Cruz (Kościół Świętego Krzyża) em Krakowskie Przedmieście, debaixo de uma inscrição do Evangelho de Mateus, 6:21: "onde seu tesouro está, estará também seu coração". Curiosamente, seria salvo da destruição de Varsóvia pelos nazistas, em 1944, pelo general das SS, Erich von dem Bach-Zelewski.

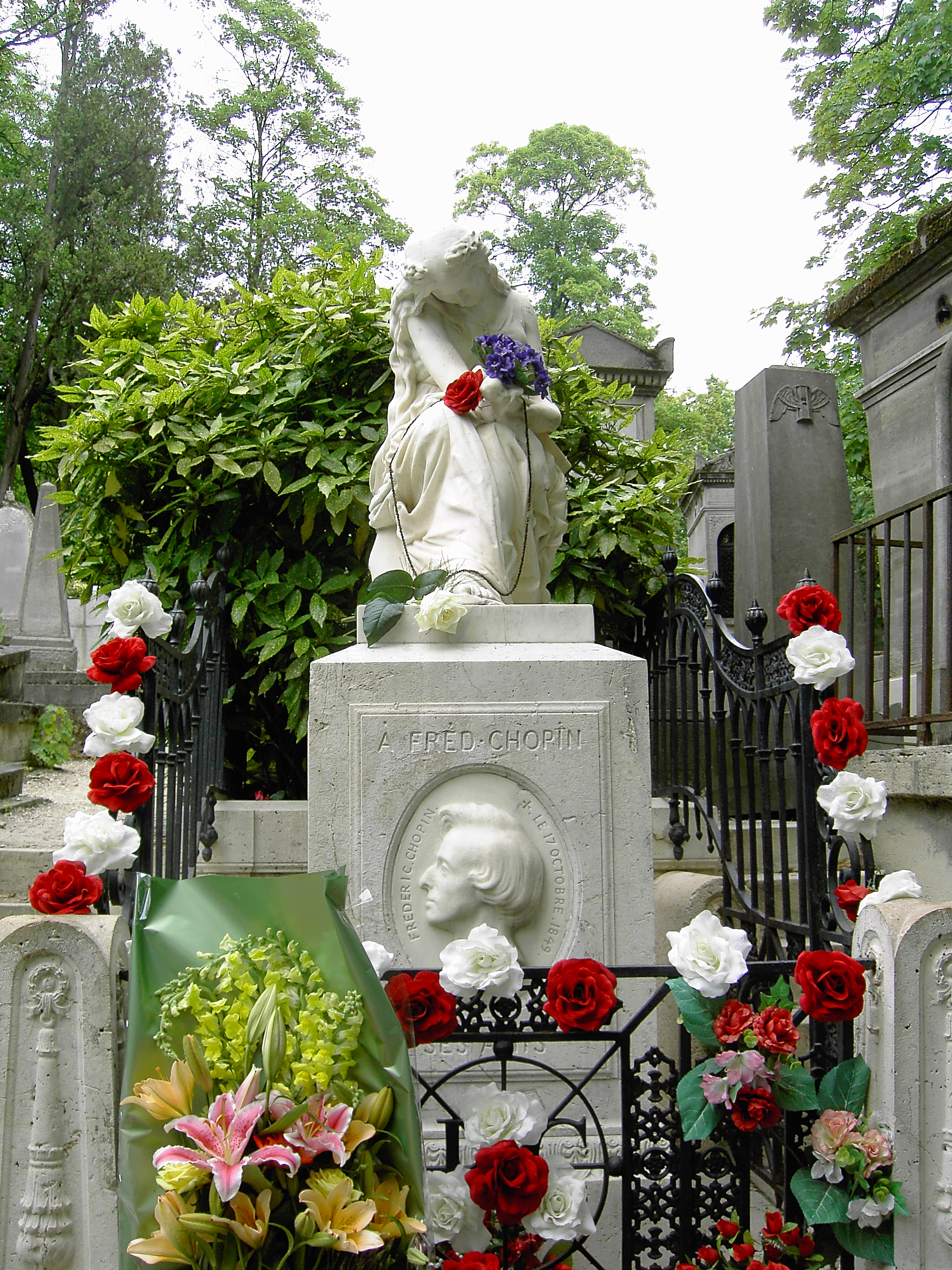
Túmulo de Chopin no Cemitério Père Lachaise, em Paris.

Chopin havia pedido que o Réquiem de Mozart fosse tocado em seu funeral. Os principais trechos do Réquiem foram compostos para cantoras, mas a Igreja de Madeleine nunca havia permitido cantoras em seu coro. O funeral foi atrasado em quase duas semanas até que a igreja aceitou, contanto que as cantoras ficassem atrás de uma cortina de veludo preto.
O funeral foi realizado em 30 de outubro, onde compareceram cerca de três mil pessoas. Os solistas no Réquiem incluíam o baixo Luigi Lablache, que tinha cantado o mesmo trabalho no funeral de Beethoven e que também tinha cantado no funeral de Vincenzo Bellini. Também foram tocados dois prelúdios de Chopin, o nº4 em mi menor e o nº 6 em si menor.
Chopin foi enterrado, de acordo com seu desejo, no Cemitério Père Lachaise. Junto ao túmulo, a Marcha Fúnebre da Sonata Op. 35 foi tocada, em instrumentação de Napoléon Henri Reber. Depois, alguns de seus amigos poloneses foram a Paris e espalharam um jarro de terra proveniente de sua terra natal por sobre o seu túmulo para que Chopin se mantivesse em solo polonês. Sua sepultura atrai numerosos visitantes e é invariavelmente enfeitada com flores, mesmo na calada do inverno.
Até 2008, acreditou-se que morreu de tuberculose, porém estudos de Wojciech Cichy, da Faculdade de Medicina da Universidade de Poznan atribuíram a sua morte a uma fibrose cística ou a pericardite.
Em 2017, um grupo de cientistas também concluiu que Chopin sofreu de uma pericardite, uma inflamação da membrana que reveste o coração, muito provavelmente provocada por tuberculose.

## Características musicais
A música de Chopin para o piano combina um senso rítmico único (particularmente o seu uso do rubato), e o uso frequente do cromatismo e do contraponto a partir do qual associa à beleza melódica uma não menos bela e vigorosa linha do baixo. Essa mistura produz uma sonoridade particularmente delicada na melodia e na harmonia, que são, todavia, sustentadas por sólidas e interessantes técnicas harmônicas. Ele levou o novo gênero de salão do noturno, inventado pelo compositor irlandês John Field, a um nível mais aprofundado de sofisticação. Três de seus vinte e um noturnos foram publicados apenas após sua morte, em 1849, contrariando seus desejos. Ele também manteve formas de dança popular, como a mazurca polonesa e a valsa, a valsa vienense, com uma maior variedade de melodia e de expressão. Chopin foi o primeiro a escrever baladas e scherzi como peças individuais. Chopin também tomou o exemplo dos prelúdios e fugas de Bach, transformando o gênero em seus próprios prelúdios.
Chopin era muito conhecido por sempre improvisar, ou seja, suas músicas não possuíam versão definitiva, pois ele sempre tocava suas obrar de formas diferentes, o que gera um árduo trabalho para os estudiosos de suas obras. 

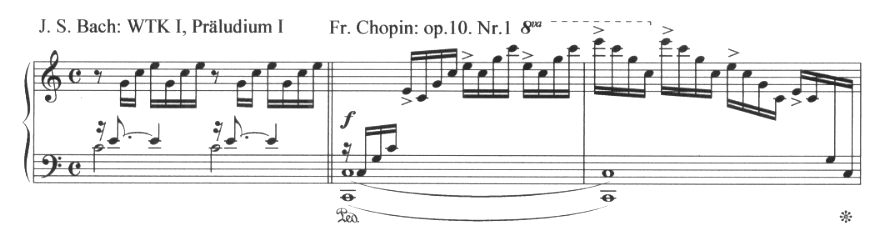
Comparação entre o estilo de Bach (Prelúdio I) e Chopin (Op. 10, nº 1).

Muitas das peças de Chopin tornaram-se bastante conhecidas — por exemplo, o Estudo Revolucionário (Op. 10, nº 12), a Valsa do Minuto (Op. 64, nº 1) e o terceiro movimento de sua sonata Marcha Fúnebre (Op. 35), que é frequentemente utilizada como uma representação de luto, além da Grande valsa brilhante (Op. 18, nº 1). O próprio Chopin nunca nomeou uma obra instrumental para além do gênero e número, deixando todas as suas potenciais associações extramusicais para o ouvinte; os nomes pelos quais nós conhecemos muitas de suas peças foram inventados por outros. O Estudo Revolucionário não foi escrito tendo-se em mente a fracassada revolta da Polónia contra a Rússia; ele simplesmente surgiu naquela época. A Marcha Fúnebre foi escrita antes do resto da sonata na qual foi contida, mas a ocasião exata não é conhecida; aparentemente não foi inspirada em qualquer perda pessoal específica. Outras melodias foram utilizadas como base de suas obras mais populares, como a lenta passagem de Fantaisie-Impromptu (Op. posth. 66) e a primeira seção do estudo Op. 10 nº 3. Essas peças muitas vezes contam com um cromatismo intenso e personalizado, bem como uma curva melódica que lembra as óperas nos dias de Chopin — as óperas de Gioacchino Rossini, Gaetano Donizetti e especialmente Bellini. Chopin utilizava o piano para recriar a graciosidade da voz que cantava e sempre falava e escrevia sobre os cantores.
O estilo e o talento de Chopin tornaram-se crescentemente influentes. Robert Schumann foi um grande admirador da música de Chopin e utilizou suas melodias, até mesmo nomeando uma peça de seu Carnaval opus 9 em homenagem a Chopin. Essa admiração não foi recíproca.

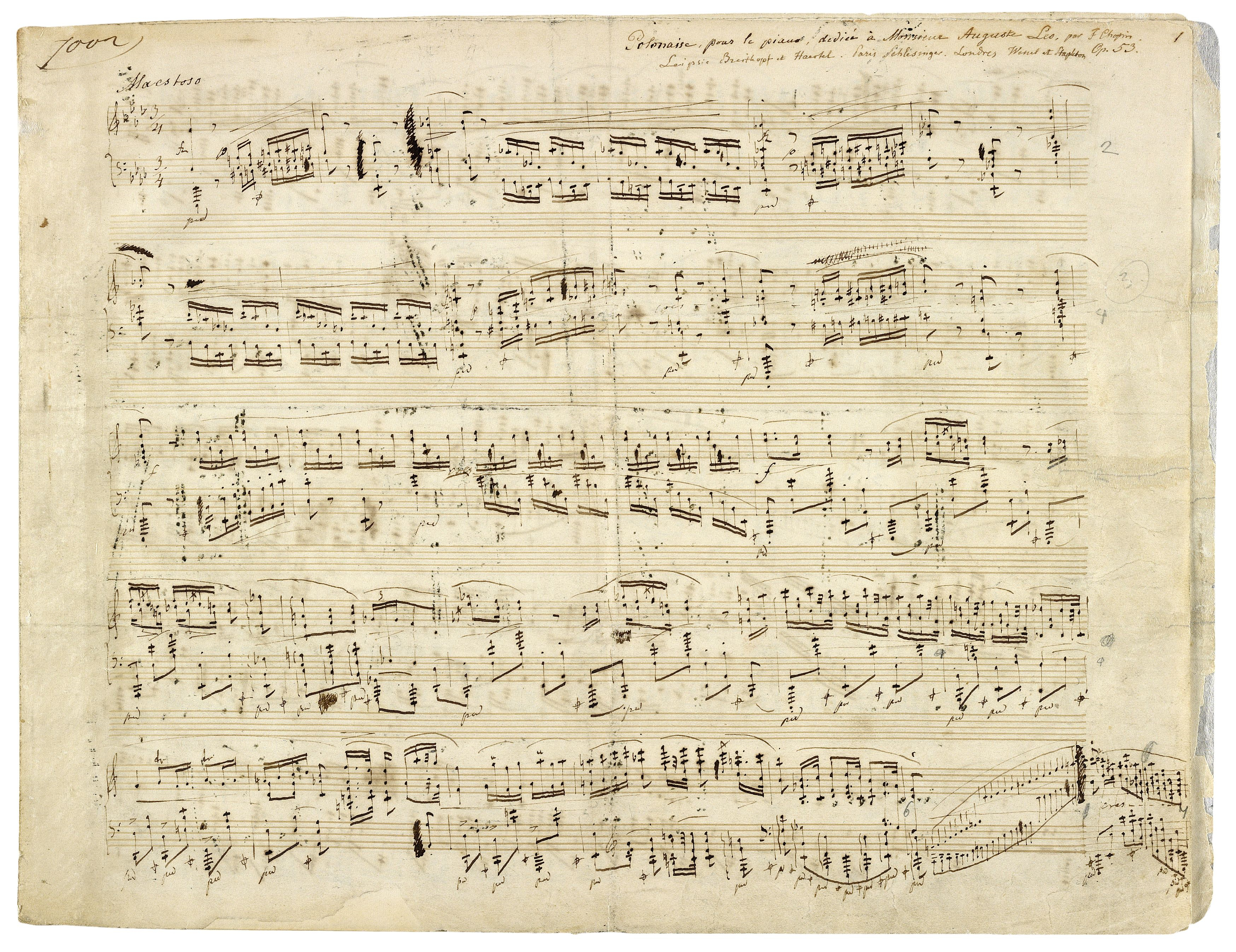
Partitura autografada por Chopin de sua Polonesa em La bemol maior, Op. 53.

Franz Liszt foi outro admirador e amigo pessoal do compositor. Liszt transcreveu para o piano seis canções polacas de Chopin. Apesar disso, Liszt negou ter escrito Funérailles (subtitulada "Outubro de 1849", o sétimo movimento da suíte para piano Harmonies Poétiques et Religieuses, de 1853) em memória de Chopin. Embora a seção do meio aparentasse ter sido modelada sobre a famosa seção em três por oito da Polonesa em La bemol maior, Op. 53, Liszt disse que a peça tinha sido inspirada pelas mortes de três dos seus compatriotas húngaros no mesmo mês.
Chopin interpretou suas próprias obras em salas de concerto, entretanto com mais frequência em salões, para amigos. Já no final da vida, como a sua doença havia progredido, Chopin desistiu por completo das apresentações públicas.
As inovações técnicas de Chopin também tornaram-se influentes. Seus prelúdios (Op. 28) e estudos (Opp. 10 e 25) tornaram-se rapidamente obras-modelo, e inspiraram tanto os Estudos Transcendentais de Liszt como os Estudos Sinfônicos de Schumann. Alexander Scriabin também foi fortemente influenciado por Chopin; por exemplo, seus 24 prelúdios (Op. 11) são inspirados pelo Op. 28 de Chopin.
Jeremy Siepmann, em sua biografia do compositor, nomeou uma lista dos pianistas que ele acreditava terem feito gravações dos trabalhos de Chopin, largamente conhecidas por estarem entre as maiores performances de Chopin já preservadas: Vladimir de Pachmann, Raoul Pugno, Ignacy Jan Paderewski, Moriz Rosenthal, Sergei Rachmaninoff, Alfred Cortot, Ignaz Friedman, Raoul Koczalski, Arthur Rubinstein, Mieczysław Horszowski, Claudio Arrau, Vlado Perlemuter, Sviatoslav Richter, Vladimir Horowitz, Dinu Lipatti, Vladimir Ashkenazy, Martha Argerich, Maurizio Pollini, Murray Perahia, Krystian Zimerman e Evgeny Kissin.
Arthur Rubinstein disse o seguinte sobre a música de Chopin e sua universalidade:
| “ | Chopin fez uma revolução na música tradicional para piano e criou uma nova arte do teclado. Era um gênio de enlevo universal. Sua música conquista as mais distintas audiências. Quando as primeiras notas de Chopin soam por entre o salão de concerto, há um feliz suspiro de reconhecimento. Todos os homens e mulheres do mundo conhecem sua música. Eles amam isso. Eles são movidos por isso. No entanto, não é uma "música romântica", no sentido byroniano. Não conta histórias ou quadros pintados. É expressiva e pessoal, mas ainda assim um arte pura. Mesmo nesta era atômica abstrata, onde a emoção não está na moda, Chopin perdura. Sua música é a linguagem universal da comunicação humana. Quando eu toco Chopin eu sei que falo diretamente para os corações das pessoas! | ” |

### Estilo

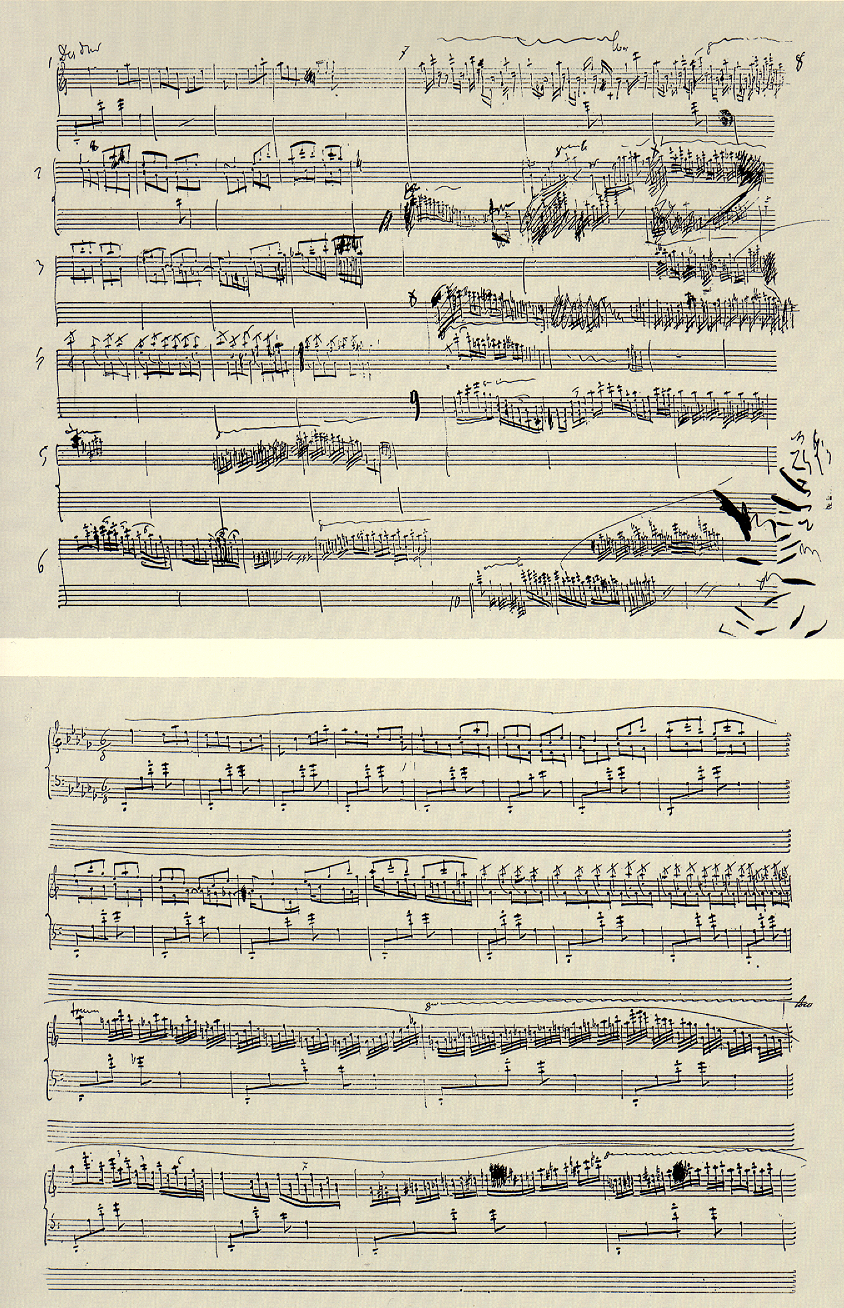
Esboço de Berceuse em ré bemol maior (Op. 57), dedicado a Elise Gavard, uma de suas pupilas (1844).

Embora Chopin tenha vivido no século XIX, foi educado na tradição de Beethoven, Haydn, Mozart e Clementi. Ele usou o método de piano de Clementi com seus próprios estudantes e também foi influenciado pelo desenvolvimento da técnica do piano virtuoso de Hummel, ainda mozartiano. Um de seus estudantes escreveu o seguinte em seu diário sobre o estilo de tocar de Chopin:
| “                                                          | Sua apresentação foi sempre nobre e linda; seus tons cantados, ora em um forte ou no mais suave piano. Ele foi tomado de infinitas dores para ensinar a seus pupilos o seu legato, seu estilo cantábile de tocar. Sua crítica mais severa era "Ele—ou ela—não sabe como combinar duas notas simultaneamente." Ele também exigia a precisa aderência ao ritmo. Ele odiava tudo o que fosse vagaroso e demorado, como rubatos fora de lugar, bem como exagerados andamentos… e é precisamente a esse respeito que as pessoas cometem os maiores erros ao tocar suas obras. | ” |
| — Friederike Muller, Do diário do aluno vienense de Chopin | |   |

A série de sete polonesas publicadas durante sua vida (além de nove publicadas postumamente), começando com a Op. 26 par, estabeleceu um novo padrão para a música na forma e foram criadas na vontade de Chopin de escrever algo para celebrar a cultura polonesa depois de o país ter se submetido ao controle russo. A polonesa em lá maior Op. 40 Nº1, "Militar", e a polonesa em lá bemol maior Op. 53, "Heróica", estão entre as obras mais amadas de Chopin e as mais executadas.

### Romantismo
Chopin considerava a maioria dos seus contemporâneos com alguma indiferença, apesar de ter muitas amizades com aqueles ligados ao romantismo na música, na literatura e nas artes (muitos deles através de sua ligação com George Sand). A música de Chopin é, entretanto, considerada por muitos como um ponto culminante do estilo romântico. A pureza clássica relativa e a discrição em sua música, com pouco exibicionismo extravagante, em parte reflete sua reverência por Bach e Mozart. Chopin nunca cedeu à explícita "pintura cênica" em sua música ou usou títulos programáticos, punindo os editores que renomearam suas peças desta forma.

## Obras

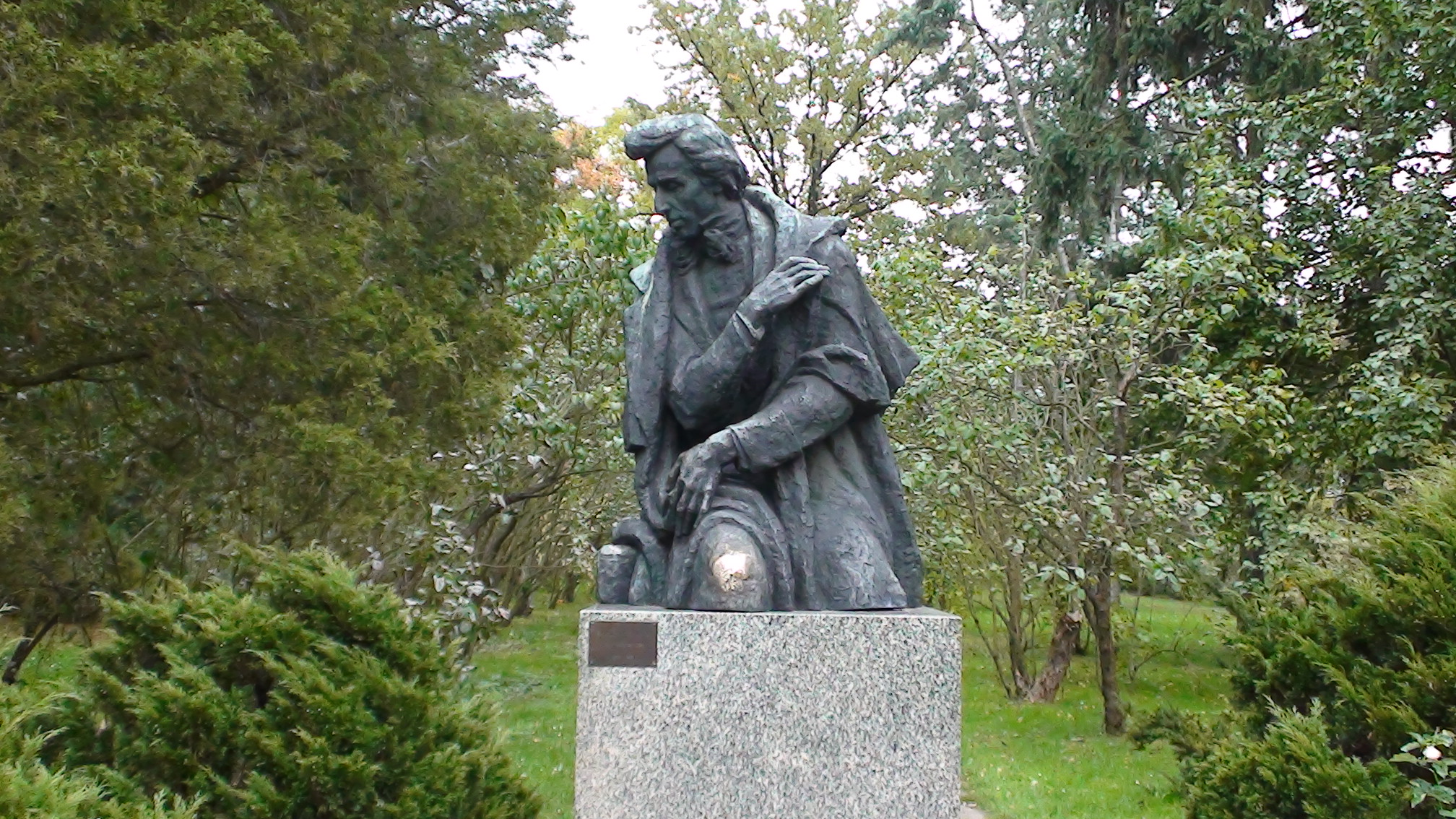
Monumento de Frédéric Chopin em Żelazowa Wola (projetado por Józef Gosławski).

Toda a obra de Chopin envolve o piano, tanto solo como acompanhado. Seu trabalho, predominantemente para solos de pianos, inclui um pequeno número de obras para vários conjuntos, incluindo um segundo piano, violino, violoncelo, voz ou orquestra.
Tem-se conhecimento de 264 obras de Chopin, sendo que alguns manuscritos e pedaços de sua infância foram perdidos com o tempo.
- Problemas na execução dos arquivos? Veja Introdução à mídia.

## Instrumentos
Quando morava em Varsóvia, Chopin tocava e compunha no seu piano Buchholtz. Mais tarde, já em Paris, Chopin adquiriu um instrumento de Pleyel. Ele classificava os pianos de Pleyel como “non plus ultra” (extraordinários!). Em Paris, Liszt fez amizade com Chopin e descreveu o som do piano de Pleyel como “um casamento entre cristal e água”. Na sua casa, em Londres, Chopin tinha três pianos, os quais menciona nas suas cartas: “Eu tenho uma ampla sala de estar com três pianos, um Pleyel, um Broadwood e um Érard”. Em 2018, a réplica do piano Buchholtz de Chopin construída por Paul McNulty foi pela primeira vez tocada em público no Grand Théatre - Ópera Nacional Polonesa, em Varsóvia, e foi igualmente utilizada pelo Instituto Nacional Frédéric Chopin no seu primeiro concurso de instrumentos desse período, o Concurso Internacional de Piano Frédéric Chopin.

## Homenagens

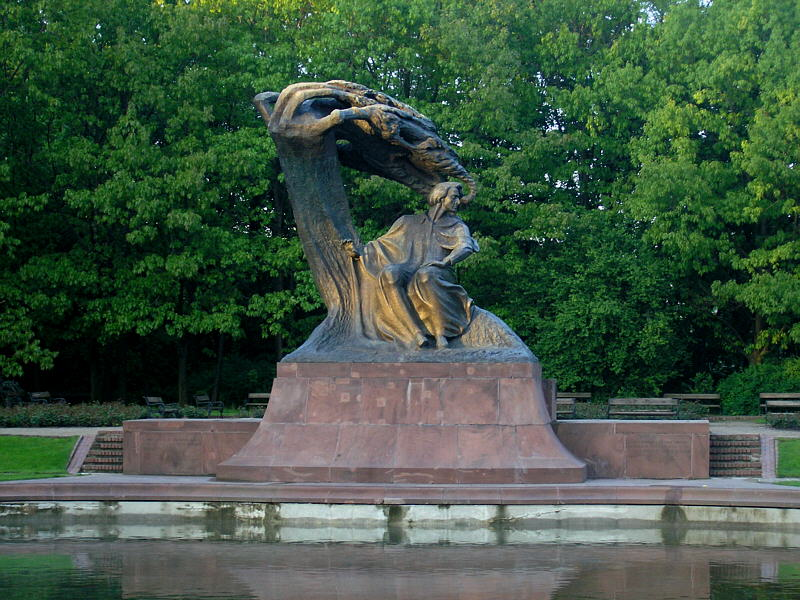
Estátua de Chopin no Parque Łazienki em Varsóvia.

Antes da Segunda Guerra Mundial, uma estátua de Chopin foi erguida no Parque Łazienki, adjacente à Aleje Ujazdowskie (Avenida Ujazdów). Na base da estátua, nas tardes de domingo, no verão, são executados recitais gratuitos de composições de Chopin para piano. A árvore estilizada sobre a figura de Chopin lembra as mãos e dedos de um pianista.
A cada cinco anos, a Competição Internacional de Piano Frédéric Chopin é realizada em Varsóvia e, periodicamente, o Grand prix du disque de F. Chopin premia notáveis gravações de Chopin, tanto trabalhos remasterizados como recém-gravados.
O Aeroporto Frédéric Chopin de Varsóvia também foi uma homenagem ao compositor, assim como o asteroide 3784 Chopin.
Mais actual, é ainda a homenagem que Matt Bellamy, vocalista, pianista e guitarrista da banda de rock alternativo, Muse, prestou a Chopin na música do álbum de 2009, The Resistance. A música cujo nome é United States of Eurasia, termina com uma sonata de piano, intitulada "Collateral Damage", que foi baseada na Nocturne em mi bemol maior, Op.9 No.2.

## Na cultura popular
A música de Chopin foi muitas vezes requisitada para fornecer música incidental e material para trilhas sonoras de filmes. Além disso, Chopin é um dos principais personagens do RPG eletrônico Eternal Sonata, que tem suas composições como atração principal.
Uma das músicas do cantor Gazebo, "I like Chopin" é uma referência ao compositor. Além, é claro, de vários episódios do desenho Tom & Jerry, cujo tema de fundo era a "Grande Valse Brillante".
A última missão do jogo eletrônico Cyberpunk 2077 (lançado em 2020) tem o nome de uma composição sua, "Nocturne Op 55 No. 1" 
A vida de Chopin e seu relacionamento com George Sand tornaram-se ficção em filme. A atuação de Cornel Wilde como Chopin no filme biográfico de 1945, A Song to Remember, rendeu-lhe uma indicação ao Óscar de melhor ator. Outros filmes além desse foram produzidos: Impromptu (1991), estrelado por Hugh Grant como Chopin; La note bleue (1991); e Chopin: Pragnienie miłości (2002), dentre outras longas-metragens, curtas, animações e produções para televisão.

### Gravações
- Alexei Lubimov. Chopin, Bach, Mozart, Beethoven. At Chopin’s Home Piano. Pleyel da década de 1843
- Yuan Sheng. Frederic Chopin. Ballades Nos 1-4/Impromptus Nos 1-4. Pleyel da década de 1843. Piano Classics
- Kevin Kenner. Fryderyk Chopin. 4 Impromptus. Pleyel da década de 1848. Fryderyk Chopin Institute
- Arthur Schoonderwoerd. Fryderyk Chopin. Mazurkas, Valses & other dances. Early Piano series. CD 7.  Pleyel da década de 1836. Alpha Classics
- Krzysztof Książek. Fryderyk Chopin, Karol Kurpiński. Piano Concerto No.2 f-moll (solo version), Mazurkas, Ballade; Fugue & Coda B-dur. Buchholtz (Paul McNulty)
- Viviana Sofronitsky, Sergei Istomin. Fryderyk Chopin. Complete works for cello and piano. Pleyel da década de 1830, Graf da década de 1819 (Paul McNulty)
- Dina Yoffe. Fryderyk Chopin. Piano Concertos No. 1 & 2, version for one piano.  Pleyel da década de 1848, Erard da década de 1838
- Riko Fukuda, Tomias Koch. Chopin, Mendelssohn, Moscheles, Hiller, Liszt. Grand duo Œuvres pour duo de pianofortes. Graf das décadas de 1830, 1845
- Tomasz Ritter. Fryderyk Chopin. Sonata in B Minor, Ballade in F minor, Polonaises, Mazurkas. Karol Kurpinski. Polonaise in D minor. Pleyel da década de 1842, Erard da década de 1837, Buchholtz da década de 1825-1826 (Paul McNulty)